# Ugrabitelji 11. septembra 2001
Ugrabiteljev 11. septembra 2001 je bilo 19 moških, ki so bili člani teroristične skupine Al Kaide. Petnajst jih je bilo iz Savdske Arabije, dva iz Združenih arabskih emiratov, eden iz Libanona in eden iz Egipta. Ugrabitelji so bili organizirani v štiri ekipe, od katerih je vsaka imela vodilnega pilota, usposobljenega za pilotiranje letala, s tremi ali štirimi "mišičnimi ugrabitelji", ki so bili usposobljeni za pomoč pri nadzarovanju pilotov, potnikov in posadke.
Prva ugrabitelja, ki sta prispela v ZDA, sta bila Khalid al-Mihdhar in Nawaf al-Hazmi, januarja 2000, v San Diegou v Kaliforniji. Sledili so trije piloti, Mohamed Atta, Marwan al-Shehhi in Ziad Jarrah sredi leta 2000, na Južni Floridi, kjer so opravili usposabljanje za letenje. Četrti pilot Hani Hanjour je v San Diego prispel decembra 2000. Ostali "mišični ugrabitelji" so prispeli v začetku in sredi leta 2001.

## Ugrabitelji
| Letalo                   | Ugrabitelji        | Starost | Državljanstvo            |
| ------------------------ | ------------------ | ------- | ------------------------ |
| Let 11 American Airlines | Mohamed Atta       | 33      | Egipt                    |
| Let 11 American Airlines | Abdulaziz al-Omari | 22      | Savdska Arabija          |
| Let 11 American Airlines | Wail al-Shehri     | 28      | Savdska Arabija          |
| Let 11 American Airlines | Waleed al-Shehri   | 22      | Savdska Arabija          |
| Let 11 American Airlines | Satam al-Suqami    | 25      | Savdska Arabija          |
| Let 175 United Airlines  | Marwan al-Shehhi   | 23      | Združeni državni emirati |
| Let 175 United Airlines  | Fayez Banihammad   | 24      | Združeni državni emirati |
| Let 175 United Airlines  | Mohand al-Shehri   | 22      | Savdska Arabija          |
| Let 175 United Airlines  | Hamza al-Ghamdi    | 20      | Savdska Arabija          |
| Let 175 United Airlines  | Ahmed al-Ghamdi    | 22      | Savdska Arabija          |
| Let 77 American Airlines | Hani Hanjour       | 29      | Savdska Arabija          |
| Let 77 American Airlines | Khalid al-Mihdhar  | 26      | Savdska Arabija          |
| Let 77 American Airlines | Majed Moqued       | 24      | Savdska Arabija          |
| Let 77 American Airlines | Nawaf al-Hazmi     | 25      | Savdska Arabija          |
| Let 77 American Airlines | Salem al-Hazmi     | 20      | Savdska Arabija          |
| Let 93 United Airlines   | Ziad Jarrah        | 26      | Libanon                  |
| Let 93 United Airlines   | Saeed al-Ghamdi    | 21      | Savdska Arabija          |
| Let 93 United Airlines   | Ahmed al-Nami      | 24      | Savdska Arabija          |
| Let 93 United Airlines   | Ahmed al-Haznawi   | 20      | Savdska Arabija          |

## Ugrabitev letal

### Let 11 American Airlines: Severni stolp WTC-ja
Ugrabitelji: Mohamed Atta, Abdulaziz al-Omari, Wail al-Shehri, Waleed al-Shehri in Satam al-Suqami.
Dve stevardesi sta med ugrabitvijo poklicali rezervacijsko pisarno družbe American Airlines. Betty Ong je poročala, da je "pet ugrabiteljev prišlo iz sedežev prvega razreda: 2A, 2B, 9A, 9C in 9B." Stevardesa Amy Sweeney je poklicala vodjo letalskih storitev na letališču Logan v Bostonu in opisala ugrabitelje. Osebju je dala številke sedežev, ti pa so odvzeli podatke o vozovnicah in kreditnih karticah ugrabiteljev ter tako identificirali Mohameda Atto.
Glas Mohameda Atta se je slišal nad sistemom nadzora zračnega prometa, ki je predvajal sporočila, ki so bila namenjena potnikom: 
"Imamo nekaj letal, bodite tiho pa bo vse v redu, vrnili se bomo na letališče". 
"Nihče naj se ne premika, vse bo v redu. Če se boste premaknili boste ogrozili sebe in letalo. Samo tiho bodite". 
"Nihče naj se ne premika prosim, vračamo se na letališče. Ne poskušajte narediti kakšne neumne poteze."

### Let 175 United Airlines: Južni stolp WTC-ja
Ugrabitelji: Marwan al-Shehhi, Fayez Banihammad, Mohand al-Shehri, Hamza al-Ghamdi in Ahmed al-Ghamdi.
Stevardesa je poklicala vodjo družbe United Airlines in izjavila, da je bila posadka umorjena, letalo pa ugrabljeno. 

### Let 77 American Airlines: Pentagon
Ugrabitelji: Hani Hanjour, Khalid al-Mihdhar, Majed Moqued, Nawaf al-Hazmi in Salem al-Ghamdi.
Dva ugrabitelja, Hani Hanjour in Majed Moqed, so uradniki na letališču identificirali, da sta kupila enotne prvorazredne vozovnice za American 77 pri podjetju Advance Travel Service v Totowa v New Jerseyju z denarjem 1.842,25 USD. Renee May, stevardesa na letalu 77, je z mobilnim telefonom poklicala svojo mamo v Las Vegas. Povedala je, da je letalo ugrabilo šest posameznikov, ki so jih preženili v zadnji del letala. Za razliko od drugih letal, ni bilo poročanja o vbodu nožev ali grožnjah z bombo. Glede na poročilo Komisije 11. septembra je mogoče, da piloti niso bil takoj zabodeni do smrti in so bili prvi poslani v zadnji del letala. Potnica Barbara Olson je poklicala svojega moža Theodoreja Olsona, generalnega odvetnika Združenih držav Amerike, in povedala, da je bilo ugrabljeno letalo. Dva od ugrabiteljev sta bila na seznamu FBI-ja za terorizem: Khalid al-Mihdhar in Nawaf al-Hazmi.

### Let 93 United Airlines
Ugrabitelji: Ziad Jarrah, Saeed al-Ghamdi, Ahmed al-Nami in Ahmed al-Haznawi. 
Potnik Jeremy Glick je izjavil, da so bili ugrabitelji arabskega videza, nosili so rdeče naglavne trakove in nože.
Govorjena sporočila (Ziad Jarrah), namenjena potnikom, so bila predvajana prek sistema za nadzor zračnega prometa, verjetno po pomoti:
"Halo, gospe in gospodje, tu kapitan. Prosim sedite. Še naprej sedite. Na krovu imamo bombo. Torej sedite."
"Želim, da vsi ostanete na sedežih. Na krovu je bomba, vrnili se bomo na letališče z zahtevami. Prosim, bodite mirni".

## Možni primeri napačne indentitete
Kmalu po napadih in preden je FBI objavil slike vseh ugrabiteljev, je več poročil trdilo, da so bili nekateri moški, imenovani kot ugrabitelji 11. septembra, še živi in so jim ukradli identiteto.